# آرکان (رقص)
برای رقص سنتی رومانیایی، آرکان (رقص رومانیایی) را ببینید.

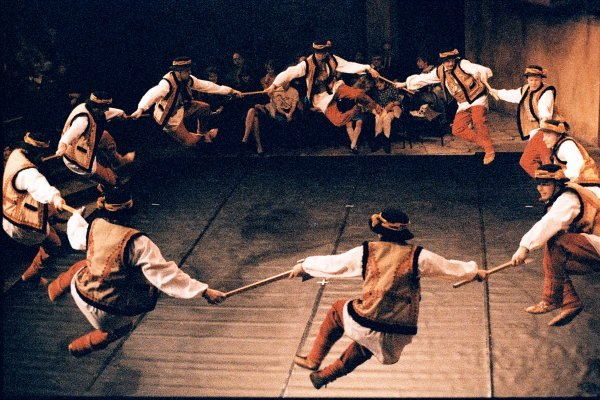
رقص اوکراینی آرکان

رقص اوکراینی آرکان، بالۀ عامیانه کودکان با عنوان کفش‌های کوچک شاد، گروه رقص وسلی چریویچکی لویو، اوکراین

آرکان (به اوکراینی: Aркан, Aрґан) (به انگلیسی: Arkan) یک رقص دایره‌وار محبوب مردم هوتسول در جنوب غربی اوکراین است.
هوتسول‌ها یک گروه قومی هستند که بخش‌هایی از غرب اوکراین و رومانی را در بر می‌گیرند. این کلمه در لغت به معنای کمند است که از زبان ترکی وام گرفته شده‌است.

## اجرا و پیشینه
آرکان به‌طور سنتی در اطراف یک آتش بزرگ سوزان و توسط مردان اجرا می‌شود. کلمه آرکان نیز به گامی گفته می‌شود که مردان هنگام رقصیدن دور آتش انجام می‌دهند. گام با قدم برداشتن پای راست به پهلو شروع می‌شود (یا با ضربات دوگانهٔ گام در حالی که رقص شتاب می‌گیرد)، پای چپ از پشت عبور می‌کند، پای راست دوباره به پهلو می‌رود، و پای چپ با زانوی خم شده به سمت جلو می‌جهد. این رقص با حلقه کردن بازوهای مردان بر روی شانه‌های یکدیگر اجرا می‌شود. با این حال، در رقص‌های حرفه‌ای اوکراینی، تغییرات زیادی ممکن است این مرحلهٔ گام‌های اساسی را همراهی کند.
همچنین یک رقص رومانیایی به نام آرکان (Arcan) وجود دارد.
گروه فولک پانک بریتانیایی دی یوکراینیانز آهنگی به نام آرکان در آلبوم رسپابلیکا خود دارند.